# 奥井雅美
奥井 雅美（おくい まさみ、1968年3月13日 - ）は、日本のシンガーソングライター、作詞家、作曲家、音楽プロデューサー。
兵庫県伊丹市出身。大阪芸術大学芸術学部中退。
スターチャイルド、キングレコード、evolutionに所属した後、現在Lantisで活動。『スレイヤーズ』『少女革命ウテナ』などテレビアニメの主題歌を数多く手掛けている。

## 来歴
1989年に斉藤由貴をはじめ、原田知世、Winkなどのバックコーラスを担当し、1990年から松任谷由実のコーラスを4年間務めた。
1993年にシングル「誰よりもずっと…」でキングレコード（スターチャイルド）よりデビュー。以後は主にテレビアニメの主題歌を多く手掛け、ラジオパーソナリティとしても活動。また、楽曲提供や雑誌へのエッセイ連載などでも活動する。
デビューして8年間、矢吹俊郎のプロデュースを受けていたが、矢吹と徐々に楽曲制作のありかたをめぐって反りが合わなくなり、2001年に所属していた矢吹の事務所から独立し、本格的にセルフプロデュースや、石田燿子に「power of love」を提供するなど、徐々に音楽プロデューサーの活動を開始する。2003年には「JAM Project」に加入したり、米倉千尋と「r.o.r/s」を結成したりといったソロ以外の活動を積極的に始めた。
2004年には、キングレコードから独立し自主レーベル「evolution」を設立。同年に始まったラジオ番組『奥井雅美 O-Live』では、アニメ専門携帯着メロサイト「アニメロミックス」との共催でオーディションを開催して、近江知永をデビューさせた。以後プロデュースを務めた。
2005年からAnimelo Summer Liveのメインアーティストとして活躍している。2006年から2009年にかけてテレビ番組『@Tunes.』の司会を務め、多くのアニメソングを歌う著名人と交流を果たした。
2019年3月1日、平成アニソン大賞において「輪舞-revolution」が作詞賞（1989年 - 1999年）に選出された。
2023年3月12日、デビュー30周年を記念して、『奥井雅美 30th Anniversary Live 2023 EVE 〜一夜限りのBirth Live』を東京・日本橋三井ホールで開催。また同日には、キングレコード在籍時に発表した1stアルバム『Gyuu』 - 9thアルバム『ReBirth』、ミニアルバム『angel's voice』、ベストアルバム『S-mode #1』『S-mode #2』『S-mode #3』を各サブスクリプションサービスで解禁した。

## ライブ
誕生日に「Birth live」としてライブを行うことが恒例。奥井個人のライブツアーとしては年1～2回行われる。
2006年のライブではタオルを振って応援する曲（「タオル曲」）として「Shuffle」を歌った。同年の大晦日にはカウントダウンライブをShibuya O-EASTで行った。

## 人物
レイジー、松任谷由実、竹内まりやに影響を受けている。
影山ヒロノブらが率いるレイジーのファンで、最も影響を受けたバンドもレイジーであると語っている。
中学生の頃はレイジーと共演するためにアイドルを目指していたとも明かしている。2009年9月27日に行なわれたライブイベント「ランティス祭り」にてレイジーと初共演し（『感じてKnight』のコーラスとして）、呼び込みの段階で感激のあまりステージの上で涙を流した。
松任谷由実のツアーコーラス参加について、先に参加を果たしていた高橋洋子と知り合い、当時のツアーでやっていたコーラスの振り付けを教わって猛練習してからオーディションに臨んだ結果、オーディション募集要項の規定身長に満たなかったにもかかわらず合格したという。
林原めぐみとはデュエット曲「Get along」以来の親交があり、放送時間帯が連続する互いのラジオ番組（林原の番組のあとに奥井の番組が放送されていた）へゲスト出演、番組を宣伝することもキングレコード所属時にはたびたびあった。
とはいえ、プライベートに踏み込むほどの親交があるわけでもなく、このような関係で友達と呼び合うのは不自然であるとの思いから、互いに友達と呼ぶことはないという。
『デビルマン』の不動明のような男性がタイプであるという。なお、かつて毎日放送で放送されていた「素人名人会」に出場し、名人賞を獲得したことがある。
「現実問題」としては無理だが「生き様」として「80才まで歌いたい」と2010年にブログに書いた。奥井は2006年のライブでも「80歳まで」を呼びかけていた。

## ディスコグラフィ

### シングル
|                          | 発売日           | タイトル                                                     | c/w                                                                                       | 規格                | 規格品番         | 最高位           |
| スターチャイルド         | スターチャイルド | スターチャイルド                                             | スターチャイルド                                                                          | スターチャイルド    | スターチャイルド | スターチャイルド |
| ------------------------ | ---------------- | ------------------------------------------------------------ | ----------------------------------------------------------------------------------------- | ------------------- | ---------------- | ---------------- |
| 1st                      | 1993年8月21日    | 誰よりもずっと…                                              | 誰よりもずっと… (OFF VOCAL VERSION)                                                       | 8cmCD               | KIDA-67          | 圏外             |
| 2nd                      | 1993年11月26日   | 夢にこんにちは〜ウイロータウン物語〜                         | リバプールへおいで                                                                        | 8cmCD               | KIDA-70          | 圏外             |
| 3rd                      | 1994年1月21日    | I WAS BORN TO FALL IN LOVE                                   | FULL UP MIND                                                                              | 8cmCD               | KIDA-71          | 92位             |
| 4th                      | 1994年3月5日     | REINCARNATION                                                | 両手いっぱいの夢                                                                          | 8cmCD               | KIDA-79          | 83位             |
| 5th                      | 1994年8月5日     | My Jolly Days                                                | BEATS the BAND                                                                            | 8cmCD               | KIDA-85          | 92位             |
| 6th                      | 1994年12月21日   | It's DESTINY-やっと巡り会えた-                               | Live alone…千年たっても                                                                   | 8cmCD               | KIDA-93          | 80位             |
| 7th                      | 1996年1月24日    | Shake it                                                     | Lonely soul                                                                               | 8cmCD               | KIDA-126         | 81位             |
| 8th                      | 1996年12月5日    | naked mind                                                   | 虹のように                                                                                | 8cmCD               | KIDA-143         | 38位             |
| 9th                      | 1997年3月5日     | J                                                            | spirit of the globe                                                                       | 8cmCD               | KIDA-145         | 79位             |
| 10th                     | 1997年5月21日    | 輪舞-revolution                                              | I can't…                                                                                  | 8cmCD               | KIDA-149         | 43位             |
| 10th                     | 1997年5月21日    | 輪舞-revolution/truth                                        |                                                                                           | 8cmCD               | KIDA-151         | 26位             |
| 11th                     | 1997年6月21日    | そうだ、ぜったい。                                           | Precious wing                                                                             | 8cmCD               | KIDA-153         | 45位             |
| 12th                     | 1998年5月22日    | Birth                                                        | 太陽の花                                                                                  | 8cmCD               | KIDA-162         | 32位             |
| 13th                     | 1998年8月7日     | 朱-AKA-                                                      | 恋しましょ ねばりましょ                                                                   | 8cmCD               | KIDA-167         | 32位             |
| 14th                     | 1998年11月27日   | Never die                                                    | なりたい                                                                                  | 8cmCD               | KIDA-174         | 32位             |
| 15th                     | 1999年3月13日    | Key                                                          | 手のひらの破片                                                                            | 8cmCD               | KIDA-177         | 49位             |
| 16th                     | 1999年5月8日     | 天使の休息                                                   | ルルル                                                                                    | 8cmCD               | KIDA-178         | 20位             |
| 17th                     | 1999年7月2日     | labyrinth/時に愛は                                           |                                                                                           | 8cmCD               | KIDA-181         | 29位             |
| 18th                     | 1999年11月26日   | それは突然やってくる                                         | - eternal promise (DECK version) - labyrinth 〜Live〜 - 時に愛は 〜Live〜 (ITARU version) | 12cmCD              | KICS-762         | 44位             |
| 19th                     | 1999年12月3日    | only one, No.1                                               | only one, No.1 (OFF VOCAL VERSION)                                                        | 8cmCD               | KIDA-189         | 34位             |
| 20th                     | 2000年4月26日    | OVER THE END                                                 | - Moon - OVER THE END (MOZAMBIQUE club mix)                                               | 12cmCD              | KICS-789         | 45位             |
| 21st                     | 2000年7月21日    | TURNING POINT                                                | - CHAOS - CUTIE (KENJI KITAJIMA remix)                                                    | 12cmCD              | KICS-817         | 47位             |
| 22nd                     | 2000年7月21日    | CUTIE                                                        | CUTIE (OFF VOCAL VERSION)                                                                 | 8cmCD               | KIDA-203         | 45位             |
| 23rd                     | 2000年8月3日     | Just do it                                                   | Just do it (instrumental)                                                                 | 8cmCD               | KIDS-432         | 60位             |
| 24th                     | 2001年2月7日     | 空にかける橋                                                 | I'd love you to touch me                                                                  | 8cmCD               | KIDA-207         | 28位             |
| 25th                     | 2001年3月21日    | 女神になりたい〜for a yours〜                                | only one, No.1 (Live ver.)                                                                | 8cmCD               | KIDA-208         | 43位             |
| 26th                     | 2001年4月25日    | Shuffle                                                      | - あの日の午後 - Shuffle (D.V mix)                                                        | 12cmCD              | KICM-1017        | 55位             |
| 27th                     | 2001年7月25日    | DEPORTATION〜but, never too late〜                           | - 情熱 - DEPORTATION〜but, never too late〜 (A.C version)                                 | 12cmCD              | KICM-3013        | 53位             |
| キングレコード           |                  |                                                              |                                                                                           |                     |                  |                  |
| 28th                     | 2002年8月22日    | HAPPY PLACE                                                  | - いいわけ - DEVOTION from Live Devotion                                                  | 12cmCD              | KICM-1056        | 86位             |
| 29th                     | 2003年11月27日   | SECOND IMPACT                                                | - PURE - MESSAGE                                                                          | 12cmCD              | KICM-1092        | 56位             |
| evolution                |                  |                                                              |                                                                                           |                     |                  |                  |
| 30th                     | 2004年12月8日    | Olive                                                        | - SNOWY - Troubadour 〜吟遊詩人〜                                                         | 12cmCD              | EVCS-0001        | 69位             |
| 31st                     | 2005年5月11日    | TRUST/A confession of TOKIO                                  |                                                                                           | 12cmCD              | EVCS-0002        | 37位             |
| 32nd                     | 2006年1月25日    | 蜜-mitsu-                                                    | - Paradise Lost - 空にかける橋 (Unplugged Version)                                        | 12cmCD              | EVCS-0005        | 79位             |
| 33rd                     | 2006年5月10日    | zero-G-                                                      | Gift                                                                                      | 12cmCD              | EVCS-0006        | 64位             |
| 34th                     | 2006年8月9日     | WILD SPICE                                                   | Lunatic Summer                                                                            | 12cmCD              | EVCS-0008        | 82位             |
| 35th                     | 2007年1月26日    | Remote Viewing                                               | 背徳のKISS-Love of a fallen angel-                                                        | 12cmCD              | EVCS-0009        | 96位             |
| 36th                     | 2007年7月4日     | It's my life                                                 | -w-                                                                                       | 12cmCD+DVD          | EVCS-0012        | 97位             |
| インデックスミュージック |                  |                                                              |                                                                                           |                     |                  |                  |
| 37th                     | 2007年7月25日    | RING                                                         | RING -Ballade Version-                                                                    | 12cmCD              | NECM-10069       | 160位            |
| Lantis                   |                  |                                                              |                                                                                           |                     |                  |                  |
| 38th                     | 2007年11月21日   | INSANITY                                                     | TOTAL ECLIPSE                                                                             | 12cmCD              | LACM-4439        | 57位             |
| evolution                |                  |                                                              |                                                                                           |                     |                  |                  |
| 39th                     | 2008年11月5日    | Melted Snow                                                  | Shape of myself                                                                           | 12cmCD              | EVCS-0013        | 121位            |
| 40th                     | 2009年5月13日    | Starting Over                                                | Regret                                                                                    | 12cmCD              | EVCS-0015        | 92位             |
| DreamParty事務局         |                  |                                                              |                                                                                           |                     |                  |                  |
| 41st                     | 2009年10月25日   | - DreamParty メモリアルCD Vol.5 - Sparking/No dream, No life |                                                                                           | 12cmCD              | [ 注釈 3 ]       |                  |
| ポニーキャニオン         |                  |                                                              |                                                                                           |                     |                  |                  |
| 42nd                     | 2010年4月21日    | 恋華大乱                                                     | 下弦の月                                                                                  | 12cmCD              | PCCG-70065       | 35位             |
| Lantis                   |                  |                                                              |                                                                                           |                     |                  |                  |
| 43rd                     | 2012年8月8日     | ソラノウタ                                                   | 蒼い涙                                                                                    | 12cmCD              | LACM-4969        | 38位             |
| 44th                     | 2017年8月30日    | イノセントバブル                                             | あの頃の僕と今の僕                                                                        | 12cmCD              | LACM-14655       | 124位            |
| 45th                     | 2017年11月22日   | ソフィア                                                     | THE COUNTDOWN                                                                             | 12cmCD              | LACM-14690       | 152位            |
| 46th                     | 2025年4月23日    | Baby Baby Baby                                               | D〜螺旋〜                                                                                 | 8cmCD（初回限定盤） | LACM-34686       | 32位             |
| 46th                     | 2025年4月23日    | Baby Baby Baby                                               | D〜螺旋〜                                                                                 | 12cmCD（通常盤）    | LACM-24686       | 32位             |

### 配信限定シングル
| 発売日         | タイトル                     | 発売レーベル           | 備考                                                                |
| -------------- | ---------------------------- | ---------------------- | ------------------------------------------------------------------- |
| 2019年12月22日 | Blood Blade -光と闇の彼方に- | FIREWORKS              |                                                                     |
| 2020年2月4日   | Blood Blade -光と闇の彼方に- | FIREWORKS              | ハイレゾ                                                            |
| 2020年9月1日   | Ave Maria                    | MEGAMI Project Records | MASAMI OKUI 名義 ジュリオ・カッチーニの『アヴェ・マリア』のカバー。 |
| 2022年7月4日   | 曖昧さ、幸福論               | ブシロードミュージック |                                                                     |
| 2023年11月29日 | God knows… from CrosSing     | ポニーキャニオン       | カバーソングプロジェクト『CrosSing - Music＆Voice-』の楽曲。        |

### 参加シングル
| 発売日        | タイトル                            | 規格   | 規格品番                                          | 発売レーベル                                   | 備考 |
| ------------- | ----------------------------------- | ------ | ------------------------------------------------- | ---------------------------------------------- | --- |
| 1995年5月24日 | Get along                           | 8cmCD  | KIDA-107                                          | スターチャイルド                               | 林原めぐみとのデュエット曲 |
| 1995年11月3日 | MASK                                | 8cmCD  | KIDA-119                                          | スターチャイルド                               | 松村香澄とのデュエット曲 |
| 1996年4月17日 | またあした                          | 8cmCD  | TYDY-2065                                         | ユーメックス                                   | - MASAMI名義 - OVA『魔法使いTai!』のシングル『背伸びをしてFollow You/またあした』の収録曲。                                        |
| 1996年4月24日 | 邪魔はさせない                      | 8cmCD  | KIDA-128                                          | スターチャイルド                               | 林原めぐみのシングル『Give a reason』のカップリング曲                                                                              |
| 2005年6月24日 | ONENESS                             | 12cmCD | ONEM-0001                                         | ONENESS PROJECT/アニメイト                     | ｢アニサマフレンズ｣の一員として |
| 2006年6月9日  | OUTRIDE                             | 12cmCD | GNCA-0031                                         | ジェネオンエンタテインメント                   | 「Animelo Summer Live 2006」出演者の一員として                                                                                     |
| 2007年6月20日 | Generation-A                        | 12cmCD | EVCS-1002                                         | evolution                                      | 「Animelo Summer Live 2007」出演者の一員として                                                                                     |
| 2008年7月23日 | Yells 〜It's a beautiful life〜     | 12cmCD | EVCS-1003                                         | evolution                                      | 「Animelo Summer Live 2008」出演者の一員として                                                                                     |
| 2009年6月24日 | My resolution 〜あの時計の下で〜    | 12cmCD | KCS-1002                                          | AKIHABA LOVE RECORDS                           | Summer of Love feat.奥井雅美名義                                                                                                   |
| 2009年7月23日 | RE:BRIDGE〜Return to oneself〜      | 12cmCD | DWCS-1001                                         | ドワンゴ・エージー・エンタテインメント         | 「Animelo Summer Live 2009」出演者の一員として                                                                                     |
| 2009年8月21日 | ミラクルアッパーWL                  | 12cmCD | EVCS-1004                                         | evolution                                      | May'nをフィーチャーした楽曲 |
| 2009年9月9日  | ランティス組曲 feat. Lantis Artists | 12cmCD | LAPC-1036                                         | Lantis                                         | - 「Lantis Artists」の一員として - 「Lantis 10th Anniversary Best 090926」,「Lantis 10th Anniversary Best 090927」の連動購入特典。 |
| 2010年6月23日 | evolution 〜for beloved one〜       | 12cmCD | DGES-10003                                        | ドワンゴ・ミュージックエンタテインメント       | 「Animelo Summer Live 2010」出演者の一員として                                                                                     |
| 2015年2月18日 | Absolute Soul -blade-               | 12cmCD | ZMCZ-9897（初回限定盤）                           | メディアファクトリー                           | 鈴木このみとのデュエット曲（鈴木先行ver）                                                                                          |
| 2015年2月18日 | Absolute Soul -shield-              | 12cmCD | ZMCZ-9898（通常盤）                               | メディアファクトリー                           | 鈴木このみとのデュエット曲（奥井先行ver）                                                                                          |
| 2015年2月25日 | 宝箱-TREASURE BOX-                  | 12cmCD | - 1000546198（初回限定盤） - 1000546199（通常盤） | ワーナー・ブラザース・ホームエンターテイメント | |

### アルバム

#### オリジナルアルバム
|                  | 発売日           | タイトル         | 規格                     | 規格品番         | 最高位           |
| スターチャイルド | スターチャイルド | スターチャイルド | スターチャイルド         | スターチャイルド | スターチャイルド |
| ---------------- | ---------------- | ---------------- | ------------------------ | ---------------- | ---------------- |
| 1st              | 1995年4月21日    | Gyuu             | 12cmCD                   | KICS-482         | 47位             |
| 2nd              | 1996年9月21日    | V-sit            | 12cmCD                   | KICS-586         | 19位             |
| 3rd              | 1997年9月26日    | Ma-KING          | 12cmCD                   | KICS-642         | 12位             |
| 4th              | 1998年9月23日    | Do-can           | 12cmCD                   | KICS-695         | 12位             |
| 5th              | 1999年8月27日    | Her-Day          | 12cmCD                   | KICS-744         | 18位             |
| 6th              | 2000年8月23日    | NEEI             | 12cmCD                   | KICS-822         | 11位             |
| 7th              | 2001年8月29日    | DEVOTION         | 12cmCD                   | KICS-890         | 30位             |
| キングレコード   |                  |                  |                          |                  |                  |
| 8th              | 2002年9月4日     | crossroad        | 12cmCD                   | KICS-964         | 34位             |
| Mini             | 2002年11月22日   | angel's voice    | 12cmCD                   | KICS-982         | 67位             |
| 9th              | 2004年2月4日     | ReBirth          | 12cmCD                   | KICS-1051        | 49位             |
| evolution        |                  |                  |                          |                  |                  |
| 10th             | 2005年2月2日     | Dragonfly        | 12cmCD                   | EVCA-0001        | 68位             |
| 11th             | 2006年2月24日    | God Speed        | 12cmCD                   | EVCA-0002        | 111位            |
| 12th             | 2006年10月4日    | evolution        | 12cmCD+DVD（初回限定盤） | EVCA-0003        | 60位             |
| 12th             | 2006年10月4日    | evolution        | 12cmCD（通常盤）         | EVCA-0004        | 60位             |
| 13th             | 2007年10月3日    | Masami Life      | 12cmCD                   | EVCA-0005        | 110位            |
| 14th             | 2009年2月25日    | Akasha           | 12cmCD+DVD（初回限定盤） | EVCA-0010        | 68位             |
| 14th             | 2009年2月25日    | Akasha           | 12cmCD（通常盤）         | EVCA-0011        | 68位             |
| 15th             | 2010年2月3日     | i-magination     | 12cmCD                   | DGEA-10001       | 95位             |
| Lantis           |                  |                  |                          |                  |                  |
| 16th             | 2012年7月4日     | Love Axel        | 12cmCD+DVD（初回限定盤） | LACA-35215       | 43位             |
| 16th             | 2012年7月4日     | Love Axel        | 12cmCD（通常盤）         | LACA-15215       | 43位             |
| 17th             | 2015年6月10日    | SYMBOLIC BRIDE   | 12cmCD                   | LACA-15487       | 65位             |
| 18th             | 2018年8月21日    | HAPPY END        | 12cmCD                   | LACA-15740       | 74位             |
| 19th             | 2021年3月13日    | 11-elevens-      | 12cmCD                   | LACA-15868       | 143位            |

#### ライヴアルバム
|                  | 発売日           | タイトル         | 規格             | 規格品番         | 最高位           |
| スターチャイルド | スターチャイルド | スターチャイルド | スターチャイルド | スターチャイルド | スターチャイルド |
| ---------------- | ---------------- | ---------------- | ---------------- | ---------------- | ---------------- |
| 1st              | 1999年6月4日     | BEST-EST         | 12cmCD           | KICS-723/4       | 21位             |
| 2nd              | 2000年11月22日   | Li-Book 2000     | 12cmCD           | KICS-831         | 61位             |

#### ベストアルバム
|                  | 発売日           | タイトル              | 規格                     | 規格品番         | 最高位           |
| スターチャイルド | スターチャイルド | スターチャイルド      | スターチャイルド         | スターチャイルド | スターチャイルド |
| ---------------- | ---------------- | --------------------- | ------------------------ | ---------------- | ---------------- |
| 1st              | 2001年3月21日    | S-mode #1             | 12cmCD                   | KICS-873/4       | 26位             |
| キングレコード   |                  |                       |                          |                  |                  |
| 2nd              | 2004年2月25日    | S-mode #2             | 12cmCD                   | KICS-1068/9      | 50位             |
| 3rd              | 2005年2月23日    | S-mode #3             | 12cmCD                   | KICS-1148/9      | 圏外             |
| evolution        |                  |                       |                          |                  |                  |
| 4th              | 2008年2月6日     | 大奥                  | 12cmCD+DVD（初回限定盤） | EVCA-0006        | 78位             |
| 4th              | 2008年2月6日     | 大奥                  | 12cmCD（通常盤）         | EVCA-0007        | 78位             |
| Lantis           |                  |                       |                          |                  |                  |
| 5th              | 2023年3月8日     | Mas“ami Okui”terpiece | 12cmCD                   | LACA-9954/6      | 50位             |

#### カバーアルバム
|                  | 発売日           | タイトル                  | 規格             | 規格品番            | 最高位           |
| スターチャイルド | スターチャイルド | スターチャイルド          | スターチャイルド | スターチャイルド    | スターチャイルド |
| ---------------- | ---------------- | ------------------------- | ---------------- | ------------------- | ---------------- |
| 1st              | 2003年5月1日     | マサミコブシ              | 12cmCD           | KICS-1017（限定盤） | 17位             |
| 1st              | 2005年5月11日    | マサミコブシ              | 12cmCD           | KICS-1167（通常盤） |                  |
| FIREWORKS        |                  |                           |                  |                     |                  |
| 2nd              | 2023年12月29日   | マサミコブシ 〜歌謡曲編〜 | 音楽配信         | [ 注釈 3 ]          |                  |
| 2nd              | 2024年2月5日     | マサミコブシ 〜歌謡曲編〜 | CD               | FWCA-0004           |                  |

#### セルフカバーアルバム
|           | 発売日        | タイトル             | 規格      | 規格品番   | 最高位    |
| evolution | evolution     | evolution            | evolution | evolution  | evolution |
| --------- | ------------- | -------------------- | --------- | ---------- | --------- |
| 1st       | 2009年8月21日 | Self Satisfaction    | 12cmCD    | EVCA-0014  | 127位     |
| 2nd       | 2011年2月2日  | Self Satisfaction II | 12cmCD    | DGEA-10002 | 113位     |

#### トリビュートアルバム
|           | 発売日        | タイトル                         | 規格      | 規格品番  | 最高位    |
| evolution | evolution     | evolution                        | evolution | evolution | evolution |
| --------- | ------------- | -------------------------------- | --------- | --------- | --------- |
| 1st       | 2008年6月25日 | Tribute to Masami Okui 〜Buddy〜 | 12cmCD    | EVCA-1001 | 120位     |

### タイアップ一覧
| 曲名                                 | タイアップ                                                                                    | 収録作品                                         |
| ------------------------------------ | --------------------------------------------------------------------------------------------- | ------------------------------------------------ |
| 誰よりもずっと…                      | OVA『ふぁんたじあ』主題歌                                                                     | シングル「誰よりもずっと…」                      |
| 夢にこんにちは〜ウイロータウン物語〜 | テレビ東京系アニメーション『楽しいウイロータウン』オープニングテーマ                          | シングル「夢にこんにちは〜ウイロータウン物語〜」 |
| リバプールへおいで                   | テレビ東京系アニメーション『楽しいウイロータウン』エンディングテーマ                          | シングル「夢にこんにちは〜ウイロータウン物語〜」 |
| I WAS BORN TO FALL IN LOVE           | OVA『COMPILER』オープニングテーマ                                                             | シングル「I WAS BORN TO FALL IN LOVE」           |
| FULL UP MIND                         | OVA『COMPILER』エンディングテーマ                                                             | シングル「I WAS BORN TO FALL IN LOVE」           |
| REINCARNATION                        | OVA『宇宙の騎士テッカマンブレードII』オープニングテーマ                                       | シングル「REINCARNATION」                        |
| 両手いっぱいの夢                     | OVA『宇宙の騎士テッカマンブレードII』イメージソング                                           | シングル「REINCARNATION」                        |
| My Jolly Days                        | 東映アニメスペシャル『GS美神 極楽大作戦!!』エンディングテーマ                                 | シングル「My Jolly Days」                        |
| BEATS the BAND                       | 東映アニメスペシャル『GS美神 極楽大作戦』挿入歌                                               | シングル「My Jolly Days」                        |
| It's DESTINY-やっと巡り会えた-       | OVA『宇宙の騎士テッカマンブレードII』オープニングテーマ                                       | シングル「It's DESTINY-やっと巡り会えた-」       |
| Live alone…千年たっても              | OVA『宇宙の騎士テッカマンブレードII』第4話・第5話エンディングテーマ                           | シングル「It's DESTINY-やっと巡り会えた-」       |
| FACE                                 | テレビ東京系アニメーション『新世紀エヴァンゲリオン』第4話挿入歌                               | アルバム『Gyuu』                                 |
| Energy                               | OVA『女神天国』イメージソング                                                                 | アルバム『Gyuu』                                 |
| Bay side story -from tokyo-          | テレビ東京系アニメーション『新世紀エヴァンゲリオン』第4話挿入歌                               | アルバム『Gyuu』                                 |
| Bay side story -from tokyo-          | テレビ東京系アニメーション『新世紀エヴァンゲリオン』第21話挿入歌                              | アルバム『Gyuu』                                 |
| Shake it                             | OVA『それゆけ!宇宙戦艦ヤマモト・ヨーコ』主題歌                                                | シングル「Shake it」                             |
| Lonely soul                          | OVA『それゆけ!宇宙戦艦ヤマモト・ヨーコ』イメージソング                                        | シングル「Shake it」                             |
| 最高のGAMBLE                         | ラジオドラマ『スレイヤーズEX.』イメージソング                                                 | アルバム『V-sit』                                |
| DREAMING HEART                       | OVA『女神天国』エンディングテーマ                                                             | アルバム『V-sit』                                |
| GET MY WAY                           | OVA『女神天国』オープニングテーマ                                                             | アルバム『V-sit』                                |
| 戦場のマドンナ                       | ラジオドラマ『スレイヤーズEX.』イメージソング                                                 | アルバム『V-sit』                                |
| 真面目なキッカケ                     | ラジオドラマ『スレイヤーズEX.』イメージソング                                                 | アルバム『V-sit』                                |
| naked mind                           | 文化放送ラジオドラマ『スレイヤーズN・EX.』オープニングテーマ                                  | シングル「naked mind」                           |
| 虹のように                           | 文化放送ラジオドラマ『スレイヤーズN・EX.』エンディングテーマ                                  | シングル「naked mind」                           |
| J                                    | OVA『ジャングルDEいこう!』オープニングテーマ                                                  | シングル「J」                                    |
| spirit of the globe                  | OVA『ジャングルDEいこう!』エンディングテーマ                                                  | シングル「J」                                    |
| 輪舞-revolution                      | テレビ東京系アニメーション『少女革命ウテナ』オープニングテーマ                                | シングル「輪舞-revolution」                      |
| 輪舞-revolution                      | テレビ東京系アニメーション『少女革命ウテナ』オープニングテーマ                                | シングル「輪舞-revolution/truth」                |
| そうだ、ぜったい。                   | OVA『それゆけ!宇宙戦艦ヤマモト・ヨーコII』オープニングテーマ                                  | シングル「そうだ、ぜったい。」                   |
| endlles life                         | 映画『ラブ&ポップ』イメージソング                                                             | アルバム『Ma-KING』                              |
| endlles life                         | プレイステーションゲームソフト『ADVANCED V.G.2』主題歌                                        | アルバム『Ma-KING』                              |
| Birth                                | TBS系アニメーション『アキハバラ電脳組』オープニングテーマ                                     | シングル「Birth」                                |
| 太陽の花                             | TBS系アニメーション『アキハバラ電脳組』エンディングテーマ                                     | シングル「Birth」                                |
| 朱-AKA-                              | TBS系アニメーション『アキハバラ電脳組』挿入歌                                                 | シングル「朱-AKA-」                              |
| 恋しましょ ねばりましょ              | TBSラジオ『アキハバラ電脳組』主題歌                                                           | シングル「朱-AKA-」                              |
| kiss in the dark                     | プレイステーションゲームソフト『封神領域エルツヴァーユ』オープニングテーマ                    | アルバム『Do-can』                               |
| Never die                            | OVA『スレイヤーズえくせれんと』主題歌                                                         | シングル「Never die」                            |
| Key                                  | TBSラジオ系『林原めぐみのTokyo Boogie Night』内ドラマ『アキハバラ電脳組』主題歌               | シングル「Key」                                  |
| 天使の休息                           | テレビ大阪・テレビ東京系アニメーション『それゆけ!宇宙戦艦ヤマモト・ヨーコ』オープニングテーマ | シングル「天使の休息」                           |
| ルルル                               | テレビ大阪・テレビ東京系アニメーション『それゆけ!宇宙戦艦ヤマモト・ヨーコ』エンディングテーマ | シングル「天使の休息」                           |
| labyrinth                            | 劇場版『アキハバラ電脳組 2011年の夏休み』イメージソング                                       | シングル「labyrinth/時に愛は」                   |
| 時に愛は                             | 劇場版『少女革命ウテナ アドゥレセンス黙示録』挿入歌                                           | シングル「labyrinth/時に愛は」                   |
| IN THIS ARM                          | テレビアニメ『スレイヤーズ』イメージソング                                                    | アルバム『Her-Day』                              |
| only one, No.1                       | TBS系『ワンダフル』アニメーション『Di Gi Charat』主題歌                                       | シングル「only one, No.1」                       |
| OVER THE END                         | テレビ大阪『M-VOICE』4月度オープニングテーマ                                                  | シングル「OVER THE END」                         |
| TURNING POINT                        | フジテレビ系『東京すらんぐ〜東京ハードコア通信〜』2000年7月〜9月エンディングテーマ            | シングル「TURNING POINT」                        |
| CUTIE                                | TBS系テレビアニメ『Di Gi Charat サマースペシャル2000』オープニングテーマ                      | シングル「CUTIE」                                |
| Just do it                           | TBS系『エクスプレス』テーマソング                                                             | シングル「Just do it」                           |
| 空にかける橋                         | テレビアニメ『テイルズ オブ エターニア THE ANIMATION』オープニングテーマ                      | シングル「空にかける橋」                         |
| I'd love you to touch me             | テレビアニメ『テイルズ オブ エターニア THE ANIMATION』エンディングテーマ                      | シングル「空にかける橋」                         |
| 女神になりたい〜for a yours〜        | TBS系テレビアニメ『Di Gi Charat クリスマススペシャル』オープニングテーマ                      | シングル「女神になりたい〜for a yours〜」        |
| 女神になりたい〜for a yours〜        | TBS系テレビアニメ『Di Gi Charat お花見スペシャル』オープニングテーマ                          | シングル「女神になりたい〜for a yours〜」        |
| 女神になりたい〜for a yours〜        | TBS系テレビアニメ『Di Gi Charat 夏休みスペシャル』オープニングテーマ                          | シングル「女神になりたい〜for a yours〜」        |
| Shuffle                              | テレビ東京系アニメ『遊☆戯☆王デュエルモンスターズ』オープニングテーマ                          | シングル「Shuffle」                              |
| あの日の午後                         | テレビ東京系アニメ『遊☆戯☆王デュエルモンスターズ』エンディングテーマ                          | シングル「Shuffle」                              |
| DEPORTATION〜but, never too late〜   | 日本テレビ系『今夜はプネ・プネ』エンディングテーマ                                            | シングル「DEPORTATION〜but, never too late〜」   |
| トレイン                             | 東海ラジオ『kiss3』テーマソング                                                               | アルバム『DEVOTION』                             |
| HAPPY PLACE                          | オートバックス コラボレートソング                                                             | シングル「HAPPY PLACE」                          |
| HAPPY PLACE                          | FM MOOV KOBE ヘヴィー・ローテーション                                                         | シングル「HAPPY PLACE」                          |
| HAPPY PLACE                          | FM YOKOHAMA『サマーキャンペーン2002』キャンペーンソング                                       | シングル「HAPPY PLACE」                          |
| HAPPY PLACE                          | テレビ大阪『M-VOICE』オープニングテーマ                                                       | シングル「HAPPY PLACE」                          |
| HAPPY PLACE                          | OSAKA USEN440『A-26 STREET RECOMMEND』パワープレイ                                            | シングル「HAPPY PLACE」                          |
| SECOND IMPACT                        | アニメロミックス CMソング                                                                     | シングル「SECOND IMPACT」                        |
| PURE                                 | 文化放送系列ラジオ番組『RADIOアニメロミックス』エンディングテーマ                             | シングル「SECOND IMPACT」                        |
| Olive                                | アニメロミックス CMソング                                                                     | シングル「Olive」                                |
| Olive                                | テレビ神奈川『アニメTV』エンディングテーマ                                                    | シングル「Olive」                                |
| Olive                                | ラジオ関西系ラジオ『奥井雅美 O-Live』オープニングテーマ                                       | シングル「Olive」                                |
| TRUST                                | テレビアニメ『これが私の御主人様』オープニングテーマ                                          | シングル「TRUST/A confession of TOKIO」          |
| A confession of TOKIO                | アニメロミックス CMソング                                                                     | シングル「TRUST/A confession of TOKIO」          |
| 蜜-mitsu-                            | 実写ドラマ『RAY』主題歌                                                                       | シングル「蜜-mitsu-」                            |
| zero-G-                              | テレビアニメ『RAY THE ANIMATION』オープニングテーマ                                           | シングル「zero-G-」                              |
| Gift                                 | ドラマ『Gift』主題歌                                                                          | シングル「zero-G-」                              |
| WILD SPICE                           | テレビアニメ『無敵看板娘』オープニングテーマ                                                  | シングル「WILD SPICE」                           |
| Remote Viewing                       | PS2ゲームソフト『Routes PE』オープニングテーマ                                                | シングル「Remote Viewing」                       |
| Remote Viewing                       | PSPゲームソフト『Routes PORTABLE』オープニングテーマ                                          | シングル「Remote Viewing」                       |
| It's my life                         | dwango『アニメロ★うた』CMソング                                                               | シングル「It's my life」                         |
| It's my life                         | dwango『超!アニメロ』CMソング                                                                 | シングル「It's my life」                         |
| -w-                                  | dwango『アニメロ★うた』CMソング                                                               | シングル「It's my life」                         |
| -w-                                  | dwango『超!アニメロ』CMソング                                                                 | シングル「It's my life」                         |
| RING                                 | 特撮ドラマ『時空警察ヴェッカーシグナ』オープニングテーマ                                      | シングル「RING」                                 |
| RING                                 | dwango『アニメロ★うた』CMソング                                                               | シングル「RING」                                 |
| RING                                 | dwango『超!アニメロ』CMソング                                                                 | シングル「RING」                                 |
| 紫音-sion-                           | PCゲーム『マブラヴ UNLIMITED編』オープニングテーマ                                            | アルバム『Masami Life』                          |
| INSANITY                             | ビジュアルノベル『マブラヴ オルタネイティヴ トータル・イクリプスAVN』オープニングテーマ       | シングル「INSANITY」                             |
| TOTAL ECLIPSE                        | ビジュアルノベル『マブラヴ オルタネイティヴ トータル・イクリプスAVN』エンディングテーマ       | シングル「INSANITY」                             |
| Melted Snow                          | PCゲーム『冬のロンド』オープニングテーマ                                                      | シングル「Melted Snow」                          |
| LOVE SHIELD                          | PS2ゲームソフト『恋する乙女と守護の楯〜The shield of AIGIS〜』オープニングテーマ              | アルバム『Akasha』                               |
| Starting Over                        | PSPゲーム『Φなる・あぷろーち2 〜1st priority〜 ポータブル』オープニングテーマ                 | シングル「Starting Over」                        |
| PHASE                                | トレーディングカードゲーム『ヴィクトリースパーク』テーマソング                                | アルバム『i-magination』                         |
| Flower                               | キッズステーション『アニぱら音楽館』エンディングテーマ                                        | アルバム『i-magination』                         |
| 恋華大乱                             | テレビアニメ『真・恋姫†無双 〜乙女大乱〜』オープニングテーマ                                  | シングル「恋華大乱」                             |
| Happy Days                           | ニコニコ生放送『電波研究社』2月度エンディングテーマ                                           | セルフカバーアルバム『Self Satisfaction II』     |
| Good-bye crisis                      | PCゲーム『Hello,good-bye』オープニングテーマ                                                  | アルバム『Love Axel』                            |
| Dive To Future                       | PSPゲーム『Princess Frontier Portable』オープニングテーマ                                     | アルバム『Love Axel』                            |
| リアル☆Starter                       | テレビ東京『アニソンぷらす』2012年7月度エンディングテーマ                                     | アルバム『Love Axel』                            |
| ソラノウタ                           | テレビアニメ『境界線上のホライゾンII』エンディングテーマ                                      | シングル「ソラノウタ」                           |
| 静ノ炎                               | ハンティングファンタジーMMORPG『ハンターヒーロー』テーマソング                                | アルバム『SYMBOLIC BRIDE』                       |
| FISSION                              | PCゲーム『グリザイアの楽園』オープニングテーマ                                                | アルバム『SYMBOLIC BRIDE』                       |
| ヒカリノハナ                         | PS3ゲーム『マブラヴ photonflowers*』アバンオープニングテーマ                                  | アルバム『SYMBOLIC BRIDE』                       |
| ヒカリノハナ                         | PS3ゲーム『マブラヴ photonmelodies♮』アバンオープニングテーマ                                 | アルバム『SYMBOLIC BRIDE』                       |
| ソフィア                             | テレビアニメ『牙狼〈GARO〉-VANISHING LINE-』エンディングテーマ                                | シングル「ソフィア」                             |
| Blood Blade -光と闇の彼方に-         | ゲーム『ラングリッサー リインカーネーション -転生-』主題歌                                    | 配信限定シングル「Blood Blade -光と闇の彼方に-」 |
| Blood Blade -光と闇の彼方に-         | ゲーム『ラングリッサー モバイル』CMソング                                                     | 配信限定シングル「Blood Blade -光と闇の彼方に-」 |
| 希望の翼                             | スマートフォンゲーム『純潔の魔法少女 -UNTITLED MAGICAL GIRL-』翼の魔法少女篇 主題歌           | ベストアルバム『Mas“ami Okui”terpiece』          |
| 曖昧さ、幸福論                       | テレビアニメ『令和のデ・ジ・キャラット』主題歌                                                | 配信限定シングル「曖昧さ、幸福論」               |
| Baby Baby Baby                       | テレビアニメ『履いてください、鷹峰さん』オープニングテーマ                                    | シングル「Baby Baby Baby」                       |

### コンピレーション
| 発売日         | タイトル                                                                                  | 規格品番          | 発売レーベル                   | 収録曲 |
| -------------- | ----------------------------------------------------------------------------------------- | ----------------- | ------------------------------ | --- |
| 1993年10月21日 | ふぁんたじあ・マロンは今日も元気なのね                                                    | KICA-166          | スターチャイルド               | - 「誰よりもずっと… 」 - 「NOBODY COULD BE」 |
| 1994年3月5日   | 楽しいウイロータウン                                                                      | KICA-176          | スターチャイルド               | 「夢にこんにちわ〜ウイロータウン物語 (TVサイズ)」 |
| 1994年4月21日  | COMPILER 音楽美女大図鑑                                                                   | KICA-193          | スターチャイルド               | - 「I WAS BORN TO FALL IN LOVE」 - 「FULL UP MIND」 |
| 1994年8月24日  | GS美神 極楽大作戦!!                                                                       | KICA-194          | スターチャイルド               | - 「BEATS the BANDS」 - 「My Jolly Days」 |
| 1994年10月21日 | 宇宙の騎士 テッカマンブレード II NEVER SAY,NEVER AGAIN                                    | KICA-195          | スターチャイルド               | - 「REINCARNATION」 - 「両手いっぱいの夢」 |
| 1995年1月25日  | オーディオドラマ ダンシングウィスパーズ 踊れる吐息たち                                    | PICA-1056         | パイオニアLDC                  | 「Oh, Friends!」(KAZUKI 名義) |
| 1995年5月24日  | 宇宙の騎士テッカマンブレードII See you…                                                   | KICA-241          | スターチャイルド               | - 「Live alone〜千年たっても」 - 「It's DESTINY〜やっと巡り会えた」                                                                                                  |
| 1995年7月5日   | 女神天国 ラジオ講座第2期・夏                                                              | KICA-248          | スターチャイルド               | 「Energy (Short Version)」 |
| 1995年7月5日   | スレイヤーズえとせとら1 Excellent! リナ=インバース今日も行く                              | KICA-250          | スターチャイルド               | - 「Get along (Album Version)」 - 「眠れない夜は…」 - 「KUJIKENAIKARA!」                                                                                             |
| 1995年7月21日  | GS美神 Gorgeous Songs                                                                     | KICA-252          | スターチャイルド               | - 「BEATS the BANDS」 - 「My Jolly Days」 |
| 1995年9月6日   | 女神天国 音楽天国                                                                         | KICA-258          | スターチャイルド               | - 「GET MY WAY」 - 「DREAMING HEART」 - 「GET MY WAY (OVA size)」 - 「DREAMING HEART (OVA size)」 - 「DREAMING HEART (Instrumental)」                                |
| 1995年9月21日  | スレイヤーズえとせとら2 Take a Chance!! リナと無敵の御一行                                | KICA-265          | スターチャイルド               | - 「Get along (TV Size Version)」 - 「KUJIKENAIKARA! (TV Size Version)」                                                                                             |
| 1996年1月6日   | スレイヤーズEX.(1) 白竜の山                                                               | KICA-282          | スターチャイルド               | 「最高のGAMBLE」 |
| 1996年1月24日  | コンパイラ ゴールデンベストデラックス                                                     | KICA-275          | スターチャイルド               | - 「I WAS BORN TO FALL IN LOVE」 - 「FULL UP MIND」 |
| 1996年2月3日   | 爆れつハンター BGM集(1)                                                                   | KICA-281          | スターチャイルド               | 「MASK」 |
| 1996年3月6日   | スレイヤーズEX.(2) ふくしぅの刃                                                           | KICA-293          | スターチャイルド               | 「戦場のマドンナ」 |
| 1996年4月5日   | 爆れつハンター BGM集(2)                                                                   | KICA-297          | スターチャイルド               | 「MASK (TV size)」 |
| 1996年4月5日   | スレイヤーズEX.(3) がんばれネクロマンサー                                                 | KICA-298          | スターチャイルド               | 「真面目なキッカケ」 |
| 1996年5月2日   | それゆけ!宇宙戦艦 ヤマモト・ヨーコ オリジナル・サウンドトラック                           | KICA-303          | スターチャイルド               | - 「Shake it (スーパーイントロ付ビデオヴァージョン)」 - 「lonely soul」                                                                                              |
| 1996年6月21日  | スレイヤーズNEXT SOUND BIBLE (1)                                                          | KICA-307          | スターチャイルド               | 「邪魔はさせない」 |
| 1996年7月5日   | それゆけ!宇宙戦艦ヤマモト・ヨーコ ソング・コレクション                                    | KICA-311          | スターチャイルド               | - 「Shake it (スーパーイントロ付オリジナル・ヴァージョン)」 - 「Shake it (スーパーイントロ付ステージ3ヴァージョン)」                                                 |
| 1996年7月24日  | 魔法使いTai! オリジナルサウンドトラック                                                   | TYCY-5510         | ユーメックス                   | 「またあした」(MASAMI 名義) |
| 1996年10月2日  | スレイヤーズNEXT SOUND BIBLE (2)                                                          | KICA-317          | スターチャイルド               | - 「邪魔はさせない (live rock-on)」 - 「邪魔はさせない (TV size)」                                                                                                   |
| 1997年3月5日   | スレイヤーズN→EX ねくすとら (2) りべんじゃあ。                                            | KICA-340          | スターチャイルド               | 「naked mind (dynamix)」 |
| 1997年4月9日   | スレイヤーズN→EX ねくすとら (3) 愛しの根性なし                                            | KICA-343          | スターチャイルド               | 「虹のように (PRISMIX)」 |
| 1997年5月3日   | スレイヤーズN→EX ねくすとら (4) 破壞神はつらいよ                                          | KICA-347          | スターチャイルド               | 「process」 |
| 1997年7月24日  | 少女革命ウテナ 絶対進化革命前夜                                                           | KICA-354          | スターチャイルド               | 「輪舞-revolution」 |
| 1997年8月27日  | 魔法使いTai! 恋と魔法と、あたらしい歌                                                     | TYCY-5558         | ユーメックス                   | 「またあした (スキャット・ヴァージョン)」 |
| 1997年10月3日  | ジャングルDEいこう! オリジナル・サウンドトラックの巻                                      | KICA-369          | スターチャイルド               | - 「J」 - 「spirit of the globe」 |
| 1997年11月6日  | 少女革命ウテナ バーチャルスター発生学                                                     | KICA-374          | スターチャイルド               | 「輪舞-revolution (TV size)」 |
| 1997年11月6日  | それゆけ!宇宙戦艦ヤマモト・ヨーコ2 WAVE3                                                  | KICA-379          | スターチャイルド               | 「そうだ、ぜったい。 (ビデオ・ヴァージョン)」 |
| 1998年1月1日   | 少女革命ウテナ 体内時計都市オルロイ                                                       | KICA-387          | スターチャイルド               | 「Rose&release」 |
| 1998年1月28日  | 魔法使いTai! ベスト・セレクション・アルバム 沢野口沙絵のダイヤリー                        | TYCY-5591         | ユーメックス                   | - 「またあした」 - 「またあした (O.V.A.第6話バージョン)」 |
| 1998年4月3日   | 少女革命ウテナ さあ、私とエンゲージして…                                                  | KICA-396/7        | スターチャイルド               | 「輪舞-revolution (TV size)」 |
| 1998年7月24日  | Rebis-C.T.i.A                                                                             | KICA-408          | スターチャイルド               | 「Birth」 「太陽の花」 |
| 1998年9月4日   | Rubification-C.T.i.A/C.I.S                                                                | KICA-413          | スターチャイルド               | - 「Birth (TVサイズ)」 - 「太陽の花 (TVサイズ)」 - 「太陽の花 (ラテン・ジャズ・ヴァージョン/TVサイズ)」 - 「太陽の花 (クラシック・ヴァージョン/TVサイズ)」           |
| 1998年10月23日 | Azoth-C.T.i.A                                                                             | KICA-417          | スターチャイルド               | - 「Birth (プロローグ〜インスト・ヴァージョン) 」 - 「朱-AKA-」 - 「Birth (エピローグ・ヴァージョン)」                                                               |
| 1998年11月27日 | FIRST ANNIVERSARY アキハバラ電脳組                                                        | KICA-431          | スターチャイルド               | 「恋しましょ ねばりましょ」 |
| 1999年2月26日  | 封神領域エルツヴァーユ オリジナルドラマ                                                   | AZCA-10017        | エイジップレコード             | 「kiss in the dark (ゲームバージョン)」 |
| 1999年4月2日   | アキハバラ電脳組 ドラマシアター Dennohgumi-2010・夏                                       | KICA-453          | スターチャイルド               | 「Key (short version)」 |
| 1999年5月19日  | セイバーマリオネットJ to X オリジナルサウンドトラック2 ジャポネス吹喜月乙女紀行           | KICA-460          | スターチャイルド               | 「約束の地」 |
| 1999年5月28日  | 少女革命ウテナ 麗人ニルヴァーナ来駕 〜ボクのアンドロギュヌス〜                            | KICA-9461(限定盤) | スターチャイルド               | 「輪舞-revolution」 |
| 1999年5月28日  | 少女革命ウテナ 麗人ニルヴァーナ来駕 〜ボクのアンドロギュヌス〜                            | KICA-461(通常盤)  | スターチャイルド               | 「輪舞-revolution」 |
| 1999年6月4日   | スレイヤーズ the BEST of SLAYERS〔from TV&RADIO〕                                         | KICA-454/5        | スターチャイルド               | - 「Get along」 - 「KUJIKENAIKARA!」 - 「邪魔はさせない」 - 「naked mind」 - 「虹のように」 - 「IN THIS ARM」 - 「process」 - 「戦場のマドンナ」 - 「眠れない夜は…」 |
| 1999年7月2日   | それゆけ!宇宙戦艦ヤマモト・ヨーコ Action-1                                                | KICA-469          | スターチャイルド               | - 「天使の休息」 - 「ルルル」 |
| 1999年7月23日  | アキハバラ電脳組 ドラマシアター Dennohgumi-2011・春                                       | KICA-470          | スターチャイルド               | 「Key」 |
| 1999年8月14日  | 少女革命ウテナ アドゥレセンス黙示録 オリジナル・サウンドトラック アドゥレセンス・ラッシュ | KICA-471          | スターチャイルド               | - 「時に愛は」 - 「輪舞-revolution〜アドゥレセンス・ラッシュ」 |
| 1999年8月14日  | アキハバラ電脳組 2011年の夏休み オリジナル・サウンドトラック                              | KICA-472          | スターチャイルド               | - 「ラストシーン」 - 「HOT SPICE」 |
| 1999年8月25日  | 魔法使いTai! ヴォーカルコレクション 魔法使いTai!と千憶の愛ときゅーきょくのうた            | TYCY-10023        | ユーメックス                   | 「またあした」(MASAMI 名義) |
| 1999年9月3日   | それゆけ!宇宙戦艦ヤマモト・ヨーコ Action-2                                                | KICA-474          | スターチャイルド               | - 「天使の休息 (TVサイズ)」 - 「ルルル (TVサイズ)」 |
| 1999年11月3日  | それゆけ!宇宙戦艦ヤマモト・ヨーコ Action-3                                                | KICA-478          | スターチャイルド               | 「eternal promise」 |
| 1999年12月23日 | でじこのサウンドメッセージ                                                                | KICA-487          | スターチャイルド               | 「only one,No.1 (ON AIR SIZE)」 |
| 2000年1月28日  | スターチャイルドSELECTION音楽編 (TV作品集)                                                | KICA-497          | スターチャイルド               | - 「MASK」 - 「邪魔はさせない」 - 「輪舞-revolution」 - 「Birth」 - 「太陽の花」                                                                                     |
| 2000年8月23日  | でじこのサウンドフェスティバル                                                            | KICA-521          | スターチャイルド               | 「CUTIE (ON AIR SIZE)」 |
| 2001年3月7日   | テイルズ・オブ・エターニア THE ANIMATION オリジナル・サウンドトラック                     | KICA-534          | スターチャイルド               | - 「空にかける橋 (TVヴァージョン)」 - 「I'd love you to touch me (TVヴァージョン)」                                                                                  |
| 2001年4月25日  | でじこのサウンドガーデン                                                                  | KICA-538          | スターチャイルド               | - 「女神になりたい〜for a yours〜 (クリスマススペシャルON AIR SIZE)」 - 「女神になりたい〜for a yours〜 (お花見すぺしゃるON AIR SIZE)」                              |
| 2001年7月18日  | テイルズオブエターニア THE ANIMATION Last Summer                                          | KICA-545          | スターチャイルド               | - 「空にかける橋 (Last Summer Ver.)」 - 「I'd love you to touch me (Lst Summer Ver.)」                                                                               |
| 2003年8月27日  | スターチャイルド プレミアム メモリーズ                                                    | KICA-611          | スターチャイルド               | - 「REINCARNATION」 - 「It's DESTINY - やっと巡り会えた」 - 「誰よりもずっと…」                                                                                      |
| 2005年3月25日  | 遊☆戯☆王デュエルモンスターズ デュエルヴォーカルベスト!!                                   | MJCD-20027        | マーベラスエンターテイメント   | - 「Shuffle」 - 「あの日の午後」 |
| 2005年6月10日  | これが私の御主人様 音楽篇                                                                 | GNCA-1029(限定盤) | ジェネオンエンタテインメント   | 「TRUST (On Air Ver.)」 |
| 2005年6月10日  | これが私の御主人様 音楽篇                                                                 | GNCA-1030(通常盤) | ジェネオンエンタテインメント   | 「TRUST (On Air Ver.)」 |
| 2005年11月2日  | スタまにシリーズ：爆れつハンター                                                          | KICA-724          | スターチャイルド               | 「MASK」 |
| 2005年11月23日 | スタまにシリーズ：スレイヤーズ                                                            | KICA-726          | スターチャイルド               | - 「Get along」 - 「邪魔はさせない」 - 「naked mind」 |
| 2005年11月23日 | スタまにシリーズ：少女革命ウテナ                                                          | KICA-727          | スターチャイルド               | - 「輪舞-revolution」 - 「Rose&release」 - 「時に愛は」 - 「輪舞-revolution〜アドゥレセンス・ラッシュ」                                                              |
| 2005年11月23日 | スタまにシリーズ：それゆけ!宇宙戦艦ヤマモト・ヨーコ                                       | KICA-728          | スターチャイルド               | - 「Shake it」 - 「そうだ、ぜったい。」 - 「天使の休息」 - 「ルルル」 - 「eternal promise」                                                                          |
| 2005年11月23日 | スタまにシリーズ：アキハバラ電脳組                                                        | KICA-729          | スターチャイルド               | - 「Birth」 - 「太陽の花」 - 「朱-AKA-」 - 「ラストシーン」 - 「HOT SPICE」                                                                                          |
| 2005年12月28日 | スターチャイルド SELECTION II                                                             | KICA-746          | スターチャイルド               | - 「天使の休息」 - 「ルルル」 - 「only one, No.1」 - 「CUITE」 - 「空にかける橋」 - 「I'd love you to touch me」 - 「女神になりたい〜for a yours〜」                 |
| 2006年6月28日  | RAY THE ANIMATION サウンドトラック Vol.1                                                  | EVST-0001         | evolution                      | - 「zero-G- (TV Size)」 - 「Cool & Charm 〜Vocal Mix〜」 |
| 2006年8月25日  | 無敵看板娘オリジナルサウンドトラック                                                      | GNCA-1099         | ジェネオンエンタテインメント   | 「WILD SPICE (TV Size)」 |
| 2006年8月30日  | RAY THE ANIMATION サウンドトラック Vol.2                                                  | EVST-0002         | evolution                      | 「zero-G- (TV Size)」 |
| 2006年10月25日 | 限定解除版 マブラヴ ヴォーカル集 divergence                                               | LACA-5579         | Lantis                         | 「紫音-sion-」 |
| 2006年10月25日 | 無敵看板娘 ドラマCD                                                                       | GNCA-1100         | ジェネオンエンタテインメント   | 「WILD SPICE」 |
| 2007年12月26日 | 時空警察ヴェッカーシグナ Phase.X                                                          | NECA-20051        | ティー ワイ エンタテインメント | 「RING」 |
| 2008年3月12日  | キューティーハニー THE LIVE Vocal Album METAMORPHOSES                                     | LACA-5737         | Lantis                         | 「蒼夜曲 セレナーデ」 |
| 2008年6月25日  | スレイヤーズMEGUMIX                                                                       | KICA-916/7        | スターチャイルド               | - 「Get along」 - 「KUJIKENAIKARA!」 |
| 2008年8月27日  | 少女革命ウテナ コンプリートCD-BOX                                                         | KICA-920/8        | スターチャイルド               | - 「輪舞-revolution」 - 「Rose&release」 - 「時に愛は」 - 「輪舞-revolution〜アドゥレセンス・ラッシュ」                                                              |
| 2008年12月25日 | Songs from age 2                                                                          | LACA-5844         | Lantis                         | - 「INSANITY」 - 「TOTAL ECLIPSE」 |
| 2009年12月9日  | ガンダムトリビュート from Lantis                                                          | LACA-5985         | Lantis                         | 「DREAMS」 |
| 2009年12月23日 | AQUA PLUS VOCAL COLLECTION VOL.6                                                          | KICA-1480         | フィックスレコード             | 「Remote Viewing」 |
| 2009年12月23日 | スタ☆リミ STARCHILD-REMIX COLLECTION                                                      | KICA-3108         | スターチャイルド               | 「輪舞-revolution 〜revolution to interface remix〜」 |
| 2010年6月25日  | 真・恋姫†無双 劇伴大乱                                                                    | PCCG-1058         | ポニーキャニオン               | 「恋華大乱 (TV Size)」 |
| 2011年7月29日  | TRIBAL LINK-L                                                                             | ICD-66024         | FUCTORY records                | 「Automaton」 「Abyss」 |
| 2011年7月29日  | TRIBAL LINK-R                                                                             | ICD-66025         | FUCTORY records                | 「Automaton」 「Abyss」 |
| 2012年9月19日  | 遊☆戯☆王デュエルモンスターズ VOCAL BEST!!                                                 | MJSA-01046        | マーベラスAQL                  | - 「Shuffle」 - 「あの日の午後」 |
| 2013年5月22日  | グリザイアの楽園 サウンドトラック&主題歌集                                                | LACA-9291〜92     | Lantis                         | 「FISSION」 |
| 2013年9月25日  | 牙狼＜GARO＞黄金歌集 牙狼魂                                                               | LACA-15341        | Lantis                         | 「WOLF 〜FINAL, THE LAST GOLD〜」 |
| 2013年11月27日 | 『CR鉄拳』テーマソングアルバムKO・BU・SHI 〜鉄拳〜                                        | LACA-15358        | Lantis                         | 「ココロストライカー」 |
| 2018年1月24日  | WitchMaster Sound Collection                                                              |                   | Rana Records                   | 「DETERMINATION」 |
| 2020年3月25日  | スレイヤーズMEGUMIXXX                                                                     | KICA-2573/5       | KING AMUSEMENT CREATIVE        | - 「Get along (ALBUM VERSION)」 - 「KUJIKENAIKARA!」 - 「眠れない夜は…」                                                                                             |
| 2020年9月23日  | 牙狼＜GARO＞黄金歌集 牙狼奏                                                               | LACA-9756/7       | Lantis                         | 「十六夜の送り歌」 |
| 2020年10月30日 | まいてつ Last Run!! Vocal Complete Album                                                  | [ 注釈 3 ]        | LOSE                           | 「Indivisible Love」 |
| 2021年3月26日  | Clock over ORQUESTA 1st Album CLOQUESTA                                                   | OHAK-1            | EISYS                          | 「CLOQUESTA」 |

### 映像
|                  | 発売日           | タイトル                  | 規格             | 規格品番           |                  |                  |
| スターチャイルド | スターチャイルド | スターチャイルド          | スターチャイルド | スターチャイルド   | スターチャイルド | スターチャイルド |
| ---------------- | ---------------- | ------------------------- | ---------------- | ------------------ | ---------------- | ---------------- |
| 1st              | 1997年12月22日   | Ma-KING Concert'97        | VHS              | KIVM-226           |                  |                  |
| 1st              | 1997年12月22日   | Ma-KING Concert'97        | LD               | KILM-55            |                  |                  |
| 1st              | 2000年8月23日    | Ma-KING Concert'97        | DVD              | KIBM-6             |                  |                  |
| 2nd              | 1999年1月22日    | Do-can diary              | VHS              | KIVM-244           |                  |                  |
| 2nd              | 1999年1月22日    | Do-can diary              | LD               | KILM-61            |                  |                  |
| 2nd              | 2000年8月23日    | Do-can diary              | DVD              | KIBM-7             |                  |                  |
| 3rd              | 1999年8月27日    | A-Day                     | VHS              | KIVM-247           |                  |                  |
| 3rd              | 2001年12月5日    | A-Day                     | DVD              | KIBM-31            |                  |                  |
| 4th              | 1999年12月23日   | Live in Hibiya -no cut-   | VHS              | KIVM-249           |                  |                  |
| 4th              | 1999年12月23日   | Live in Hibiya -no cut-   | DVD              | KIBM-1             |                  |                  |
| 5th              | 2000年8月23日    | B-Day                     | VHS              | KIVM-259           |                  |                  |
| 5th              | 2001年12月5日    | B-Day                     | DVD              | KIBM-32            |                  |                  |
| 6th              | 2000年12月21日   | document'00               | VHS              | KIVM-263           |                  |                  |
| 6th              | 2000年12月21日   | document'00               | DVD              | KIBM-12            |                  |                  |
| 7th              | 2001年9月5日     | Birth Live'01             | DVD              | KIBM-24            |                  |                  |
| 8th              | 2001年12月5日    | C-Day                     | DVD              | KIBM-90033(限定盤) |                  |                  |
| 8th              | 2001年12月5日    | C-Day                     | DVD              | KIBM-33(通常盤)    |                  |                  |
| キングレコード   |                  |                           |                  |                    |                  |                  |
| 9th              | 2002年6月5日     | Live Devotion             | DVD              | KIBM-37            |                  |                  |
| スターチャイルド |                  |                           |                  |                    |                  |                  |
| 10th             | 2003年11月27日   | V-mode -10th Anniversary- | DVD              | KIBM-61/2          |                  |                  |
| evolution        |                  |                           |                  |                    |                  |                  |
| 10th             | 2004年12月22日   | GIGS 2004 ReBirth         | DVD              | EVBL-0001          |                  |                  |
| 11th             | 2005年8月8日     | GIGS 2005 Dragonfly       | DVD              | EVBL-0002/3        |                  |                  |
| 12th             | 2006年10月7日    | GIGS 2006 GodSpeed        | DVD              | EVBL-0004/5        |                  |                  |
| 13th             | 2006年10月7日    | GIGS 2006 GodSpeed        | DVD              | EVBL-0004/5        |                  |                  |
| 14th             | 2007年10月1日    | GIGS 2006 evolution       | DVD              | EVBL-0006/7        |                  |                  |
| Godspeed         |                  |                           |                  |                    |                  |                  |
| 15th             | 2009年3月25日    | GIGS 2007 Masami Life     | DVD              | GSBL-0001          |                  |                  |

### 映像コンピレーション
| 発売日         | タイトル                                               | メディア    | 規格品番                                      | 発売レーベル                             | 収録曲 |
| -------------- | ------------------------------------------------------ | ----------- | --------------------------------------------- | ---------------------------------------- | --- |
| 1991年7月5日   | WINGS OF LIGHT "THE GATES OF HEAVEN" TOUR (松任谷由実) | VHS         | TOVF-1122                                     | 東芝EMI                                  | バックコーラスとしての参加 |
| 1991年7月5日   | WINGS OF LIGHT "THE GATES OF HEAVEN" TOUR (松任谷由実) | LD          | TOLF-1122                                     | 東芝EMI                                  | バックコーラスとしての参加 |
| 2002年7月14日  | WINGS OF LIGHT "THE GATES OF HEAVEN" TOUR (松任谷由実) | DVD         | TOBF-5148                                     | 東芝EMI                                  | バックコーラスとしての参加 |
| 2006年12月21日 | Animelo Summer Live 2006 -OUTRIDE- I                   | DVD         | KIBA-1365                                     | キングレコード                           | 「MASK」(with 栗林みな実) 「OUTRIDE」(アニサマフレンズ、アニサマオールスターズとして) 「ONENESS」(アニサマフレンズとして)                                                          |
| 2006年12月21日 | Animelo Summer Live 2006 -OUTRIDE- II                  | DVD         | VIBL-354                                      | ビクターエンタテインメント               | 「MASK」(with 栗林みな実) 「SECOND IMPACT」 「WILD SPICE」 「zero-G-」 「OUTRIDE」(アニサマフレンズ、アニサマオールスターズとして) 「ONENESS」(アニサマフレンズとして)             |
| 2007年08月22日 | アニぱら音楽館 EXTREME LIVE                            | DVD         | AVBA-26402                                    | ラムズ/AVEX                              | 「空にかける橋」(with 近江知永) 「KAKERA」(with 野川さくら) 「WILD SPICE」 |
| 2007年11月28日 | Animelo Summer Live 2007 -GENERATION A-                | DVD         | LABM-7015〜7017                               | Lantis                                   | 「輪舞-revolution」(with 水樹奈々) 「-w-」 「空にかける橋」 「Generation-A」(アニサマフレンズ、アニサマオールスターズとして) 「OUTRIDE」(アニサマフレンズとして)                   |
| 2009年3月25日  | Animelo Summer Live 2008 -Challenge- 8.30              | DVD/Blu-ray | KIBM-201〜203(DVD) KIXM-3〜4(Blu-ray)         | キングレコード                           | 「輪舞-revolution」(with 茅原実里) 「INSANITY」 「Yells 〜It's a beautiful life〜」(アニサマフレンズ、アニサマオールスターズとして) 「Generation-A」(アニサマオールスターズとして) |
| 2009年8月5日   | Animelo Summer Live Theme Songs -5th Anniversary-      | DVD         | DWBL-1001                                     | ドワンゴ・エージー・エンターテインメント | 「ONENESS」 「OUTRIDE」 「Generation-A」 「Yells 〜It's a beautiful life〜」 「RE:BRIDGE 〜Return to oneself〜」                                                                   |
| 2010年2月24日  | Animelo Summer Live 2009 RE:BRIDGE 8.22                | DVD/Blu-ray | KIBM-1052〜1054(DVD) KIXM-1007〜1008(Blu-ray) | キングレコード                           | 「ミラクルアッパーWL」(with May'n) 「RE:BRIDGE〜Return to oneself〜」(アニサマフレンズ、アニサマオールスターズとして) 「OUTRIDE」(アニサマオールスターズとして)                    |
| 2010年2月24日  | Animelo Summer Live 2009 RE:BRIDGE 8.23                | DVD/Blu-ray | KIBM-1055〜1057(DVD) KIXM-1009〜1010(Blu-ray) | キングレコード                           | 「魂のルフラン」(with 飛蘭) 「LOVE SHIELD」 「RE:BRIDGE〜Return to oneself〜」(アニサマフレンズ、アニサマオールスターズとして) 「ONENESS」(アニサマオールスターズとして)           |

### 提供

#### 作詞・作曲
- アニサマフレンズ
  - ONENESS：Animelo Summer Live 2005 テーマソング
  - Generation-A：Animelo Summer Live 2007 テーマソング
- 阿部玲子・宮崎羽衣・近江知永
  - エガオヲミセテ：ラジオ「RADIOアニメロミックス」オープニングテーマ
  - Love Prisoner：ラジオ「RADIOアニメロミックス」 エンディングテーマ
  - Dream Girls：ラジオ「RADIOアニメロミックス」 エンディングテーマ
- 石田彰
  - Secret〜誰かのメッセージ〜：テレビアニメ「スレイヤーズNEXT」イメージソング S-mode #1にてセルフカバー
  - BUT BUT BUT：テレビアニメ「スレイヤーズTRY」イメージソング S-mode #1にてセルフカバー
- 飯塚雅弓
  - Memorial Song：PlayStation 2用ゲーム「メモリアルソング」オープニングテーマ S-mode #2にてセルフカバー
- Ikuko
  - Angel of Light：テレビアニメ「RAY THE ANIMATION」イメージソング
- 近江知永
  - ウタカタ Self Satisfaction IIにてセルフカバー
  - 火ノ花：ラジオ「近江知永の「す」!」エンディングテーマ Self Satisfaction IIにてセルフカバー
  - float〜空の彼方へ〜：テレビアニメ「SoltyRei」エンディングテーマ Self Satisfactionにてセルフカバー
  - Still Love：アニメロミックス CMソング Self Satisfaction IIにてセルフカバー
  - 夕凪：テレビアニメ「RAY THE ANIMATION」エンディングテーマ Self Satisfactionにてセルフカバー
  - Return to Love：テレビアニメ「SoltyRei」エンディングテーマ
  - Happy Days：ラジオ「近江知永の「す」!」オープニングテーマ (作曲に関してMontaとの共同作) Self Satisfaction IIにてセルフカバー
  - Beloved：PlayStation Portable用ゲーム「Φなる・あぷろーち2 〜1st priority〜 ポータブル」エンディングテーマ Self Satisfaction IIにてセルフカバー
  - 「あなたへ」
- 金月真美
  - キャンドルライトが消える頃には
- 國府田マリ子
  - Moonlight Angel〜明日に向かって〜：OVA「宇宙の騎士テッカマンブレードII」イメージソング Gyuuにてセルフカバー
- 子安武人
  - 千日手：テレビアニメ「セイバーマリオネットJtoX」挿入歌 S-mode #1にてセルフカバー
- 副田研二
  - 風に吹かれて：ドラマCD「遊撃宇宙戦艦ナデシコ」イメージソング Ma-KINGにてセルフカバー
- JAM Project
  - Peaceful One
  - Divine love：テレビアニメ「セイント・ビースト〜光陰叙事詩天使譚〜」オープニングテーマ (featuring きただにひろし名義) Self Satisfactionにてセルフカバー
  - Portal：「スーパーロボット大戦OG ORIGINAL GENERATIONS」エンディングテーマ
  - Milky Way
  - Cosmic Dance：「スーパーロボット大戦Z」エンディングテーマ Self Satisfaction IIにてセルフカバー
  - Bonds of Friendship
  - REAL BLACK HOLE〜Break Through〜
  - LONGING
  - 願い
  - Blue rise
  - PREDESTINATION 「牙狼＜GARO＞〜MAKAISENKI〜」エンディングテーマ (featuring 奥井雅美名義)
  - PROMISE 〜Without you〜 「牙狼＜GARO＞〜MAKAISENKI〜」エンディングテーマ (featuring 奥井雅美名義)
  - The advent of Genesis
  - PLATONIC (featuring 奥井雅美名義)
  - Live True (作曲に関してきただにひろしとの共同作)
  - MIKAZUKI～天赦日～
  - PRAY FOR YOU
  - my memory, your memory
  - Name is GARO～光明の使者～
  - SHORT STORY-life is beautiful-
  - 彷徨う果ての荒野は
  - Everything
  - with love
- Suara
  - 声を聴かせて
- 高橋裕子
  - 聖母：PlayStation 2用ゲーム「メモリアルソング」挿入歌
- 徳永愛
  - One self：PlayStation 2用ゲーム「メモリアルソング」挿入歌
- 飛田展男
  - 乱舞：テレビアニメ「セイバーマリオネットJtoX」イメージソング S-mode #1にてセルフカバー
- 野川さくら
  - KAKERA：テレビアニメ「RAY THE ANIMATION」イメージソング Self Satisfactionにてセルフカバー
  - Girl's☆Pleasure
- 水谷優子
  - 領域〜Heaven&Hell〜：ラジオドラマ「爆れつハンターSP＜学園編＞」イメージソング (コーラス・アレンジ含) V-SITにてセルフカバー
- 緑川光
  - more than words：テレビアニメ「スレイヤーズTRY」イメージソング Ma-KINGにて英詩バージョンをカバー
- 宮崎羽衣
  - ADORATION：テレビアニメ「RAY THE ANIMATION」イメージソング Self Satisfactionにてセルフカバー
  - KURENAI：テレビアニメ「ナイトウィザード The ANIMATION」オープニングテーマ Self Satisfactionにてセルフカバー
  - PHOSPHOR：テレビアニメ「かのこん」オープニングテーマ
  - Happy Succession：PlayStation 2用ゲーム「かのこん えすいー」オープニングテーマ

#### 作曲
- 天野由梨
  - そして：ドラマCD「サイレントメビウスVS聖獣伝承ダークエンジェルVSコンパイラ 電脳少女歌劇団」イメージソング
- 石田燿子
  - 言えないから：テレビアニメ「ぷちぷり*ユーシィ」エンディングテーマ Self Satisfactionにてカバー
  - believing
  - proof of life：アニメ情報番組「アニメTV」エンディングテーマ
  - power of love：ラジオ番組「超機動放送アニゲマスター」オープニングテーマ
  - 君らしいスピードで
- 岩男潤子
  - そよ風のダイアリー：テレビアニメ「舞-HiME」イメージソング
- 近江知永
  - 私とあなたの60秒間：ラジオ「近江知永の「す」!」オープニングテーマ
- 小西寛子・飯塚雅弓・岩男潤子・小野坂昌也・子安武人
  - 魔法使いTai!音頭：OVA「魔法使いTai!」イメージソング
- 子安武人
  - 栗ひろい：テレビアニメ「セイバーマリオネットJtoX」挿入歌
  - いよかん：テレビアニメ「セイバーマリオネットJtoX」挿入歌
- 子安武人&小野坂昌也
  - 大勇者物語：OVA「魔法使いTai!」イメージソング
- 冬馬由美
  - alone：テレビアニメ「スレイヤーズNEXT」イメージソング
- 林原めぐみ&鈴木真仁
  - 乙女の祈り：テレビアニメ「スレイヤーズNEXT」挿入歌
- 柊美冬
  - 雨のFaraway：テレビアニメ「スレイヤーズNEXT」イメージソング S-mode #1にてセルフカバー
- FURIL（氷上恭子・宮村優子・野上ゆかな）
  - ときめきながら For You：テレビアニメ「愛天使伝説ウエディングピーチ」イメージソング
- 緑川光
  - We are…：テレビアニメ「スレイヤーズNEXT」イメージソング

#### 作詞
- アイドルカレッジ
  - がむしゃらfighter
- アイドルマスターシリーズ
  - 聖炎の女神
  - DEAD or ALIVE：Self Satisfaction IIにてセルフカバー
- アイドルマスターシンデレラガールズシリーズ
  - Trinity Field
- アニサマフレンズ
  - OUTRIDE：Animelo Summer Live 2006 テーマソング
  - Yells 〜It's a beautiful life〜：Animelo Summer Live 2008 テーマソング
  - RE:BRIDGE〜Return to oneself〜：Animelo Summer Live 2009 テーマソング
  - evolution 〜for beloved one〜：Animelo Summer Live 2010 テーマソング
- アフィリア・サーガ・イースト
  - SURVIVE!!
- 彩音
  - Crest of Knights：RPG『シュヴァリエ サーガ タクティクス』主題歌
  - たとえばキミが孤独でも
- 石田耀子
  - Happy-Go-Lucky☆
- 岩男潤子
  - そっと誓う瞬間-とき-：OVA「超光速グランドール」エンディングテーマ
- 遠藤正明
  - JEWEL
  - HAPPY ICE CREAM
  - あいのたね
- 近江知永
  - 純愛白書：DVDドラマ「gift-ギフト-」主題歌 (まもる@との共同作)
  - 冬の向日葵：PCゲーム「冬のロンド」挿入歌 Self Satisfactionにてカバー
- KAORI
  - 篝火：テレビアニメ「AYAKASHI」エンディングテーマ Self Satisfactionにてカバー
- かかずゆみ
  - 恋しましょ ねばりましょ：テレビアニメ「アキハバラ電脳組」イメージソング 「朱-AKA-」にてカバー
- 加藤英美里
  - イチゴジャム：ラジオ「えりとえみりのらじおふぁいなる・あぷろーちポータブル」エンディングテーマ
- きただにひろし
  - DEEP RED：OVA「新ゲッターロボ」挿入歌
  - Refractional Jealousy
  - Shake×3
  - 突然DAYS：(酒井ミキオとの共同作)
- 笹島かほる
  - We are：PlayStation 2用ゲーム「メモリアルソング」挿入歌
- 下川みくに
  - KOHAKU：テレビアニメ「グレネーダー 〜ほほえみの閃士〜」オープニングテーマ Self Satisfaction IIにてセルフカバー
- JAM Project
  - Little Wing：テレビアニメ「スクラップド・プリンセス」オープニングテーマ (「featuring 奥井雅美」名義、影山ヒロノブとの共同作)
  - In the Chaos：テレビアニメ「ギャラクシーエンジェル(第3期)」最終回エンディングテーマ (「featuring 奥井雅美」名義)
  - 約束の地：「スーパーロボット大戦MX」エンディングテーマ
  - 限界バトル：テレビアニメ「遊☆戯☆王デュエルモンスターズGX」エンディングテーマ (影山ヒロノブとの共同作)
  - Protect You：OVA「スーパーロボット大戦 ORIGINAL GENERATION THE ANIMATION」第1話エンディングテーマ (「featuring 遠藤正明・奥井雅美」名義、遠藤正明と共同作)
  - Brother in faith：「第3次スーパーロボット大戦α 終焉の銀河へ」エンディングテーマ
  - Fencer of GOLD：特撮テレビドラマ「牙狼-GARO-」イメージソング（きただにひろしとの共同作）
  - Olympia：（遠藤正明、きただにひろしとの共同作）
  - IN FATE：PlayStation 2用ゲーム「セイントビースト〜螺旋の章〜」オープニングテーマ (「featuring きただにひろし」名義)
  - The everlasting
  - RISING FORCE：テレビアニメ「スーパーロボット大戦OG ディバイン・ウォーズ」オープニングテーマ
  - Fight to the end〜聖戦〜：テレビアニメ「スーパーロボット大戦OG ディバイン・ウォーズ」イメージソング（きただにひろしとの共同作）
  - Salvage：「GALAXY ANGEL II 無限回廊の鍵」グランドエンディングテーマ (「featuring 松本梨香 奥井雅美」名義)
  - 翼
  - SHURAKI：「朱羅姫」イメージソング
  - ハリケーンLOVE：（影山ヒロノブとの共同作）
  - Godest!
  - Only One（中国2010年上海万博〜Japanese ver.）
  - Elements
  - Rebirth of Dream
  - 火の鳥：（影山ヒロノブ、遠藤正明、きただにひろしとの共同作）
  - DESTINY〜from USA〜
  - 夢心地 yah! yah! yah!
  - Fight ! Fight ! Fighting !：（きただにひろしとの共同作）
  - Metamorphose
  - Wildflowers
  - Amor～とある男の物語～
  - Frontiers：（きただにひろしとの共同作）
  - 嵐：（きただにひろしとの共同作）
  - 俺流JUSTICE
  - ZERO-BLACK BLOOD-
  - 炎ノ刻印-DIVINE FLAME-
  - WANDERERS
  - 追憶の光
  - BUDDY IN SOUL
  - Rescue mission：（きただにひろしとの共同作）
  - EMERGE～漆黒の翼～
  - 紅蓮ノ月〜隠されし闇物語〜
  - 月華
  - NAWABARI～背徳のシナリオ～：（影山ヒロノブとの共同作）
  - ASESINA
  - Treasure in the sky：（ヒカルド・クルーズとの共同作）
  - Heaven's Door
  - DRAGONFLAME
  - NEW BLUE
  - EMG
  - First Love
  - 慟哭の彼方
  - ヒトヒラ
  - The Age of Dragon Knights：（影山ヒロノブとの共同作）
  - GENESIS
  - Shout
  - 羽衣伝説 〜龍と天女の愛物語〜
  - LIGHTNING DARK
  - NEVER END -G-
- 鈴木真仁
  - ふつうのしあわせ
- 鈴木裕斗
  - Garden Of Eden Self Satisfaction IIにてセルフカバー
  - La・La・La
- 仙台エリ
  - GRADUATION：PlayStation Portable用ゲーム「Φなる・あぷろーち2 〜1st priority〜 ポータブル」挿入歌 Self Satisfaction IIにてセルフカバー
- 高橋広樹
  - HONESTY：テレビアニメ「RAY THE ANIMATION」イメージソング Self Satisfactionにてカバー
- 茅原実里
  - Defection
  - 嘘ツキParADox
- 林原めぐみ＆白鳥由里&平松晶子
  - いっしょに：テレビアニメ「セイバーマリオネットJtoX」挿入歌 S-mode #1にてカバー
- 松本梨香
  - SOMEDAY：テレビアニメ「仙界伝 封神演義」イメージソング S-mode #1にてカバー
- 水木一郎
  - 伝説〜legend〜：OVA「新ゲッターロボ」挿入歌
- 水樹奈々
  - TRANSMIGRATION：ラジオ「ESアワー ラジヲのおじかん」イメージソング S-mode #3にてカバー
- 宮崎羽衣
  - Fates：PlayStation 2用ゲーム「ナイトウィザード The VIDEO GAME 〜Denial of the World〜」エンディングテーマ Self Satisfaction IIにてセルフカバー
  - Satisfaction：テレビアニメ「ナイトウィザード The ANIMATION」イメージソング Self Satisfaction IIにてセルフカバー
  - STRATEGY：ラジオ「かのこんラジオ 〜耕太とちずるのゆやよん成長日記〜」オープニングテーマ Self Satisfactionにてカバー
  - Time Limit：PlayStation 2用ゲーム「かのこん えすいー」挿入歌 Self Satisfactionにてカバー
  - 目撃者〜My dear荒野に咲く花のように〜：オンラインRPG「SANGOKU CHAOS 〜三国CHAOS〜」テーマソング
- 山岸功
  - 1 2 3：テレビアニメ「仙界伝 封神演義」イメージソング S-mode #1にてカバー
- 米倉千尋
  - プレリュード
- ラジアニ feat. 新谷良子＋後藤邑子
  - 憂鬱なバンビ〜Summer Girls〜：テレビアニメ「RADIOアニメロミックス」オープニングテーマ
- でんぱ組.inc
  - Promise of the World 〜我コソ世界の救世主〜

#### コーラス・アレンジ
- 林原めぐみ
  - 泣けばいいの
  - be Natural
  - Just be conscious：劇場用アニメ「スレイヤーズRETURN」主題歌
  - I'll be there：テレビアニメ「セイバーマリオネットJ」エンディングテーマ
  - Plenty of grit：テレビアニメ「スレイヤーズREVOLUTION」オープニングテーマ

### 書籍
- EASY PIANO SOLO 奥井雅美 ベストコレクション
  - 東京音楽書院 2000年10月20日 ISBN 978-4811447971
  - 楽譜。
- 雅 MIYABI
  - 音楽専科社 2004年9月1日発売 ISBN 978-4872791624
  - アニメ雑誌「Newtype」誌上で連載されたコラム「オットコ前でいこう！」の完全収録の他、撮りおろしのインタビュー、音楽雑誌「hm3」の掲載記事の再録、年表などをまとめた初のオフィシャルブック。CD-ROM付。

## 出演

### ラジオ
- まっくんの E.B Club（終了）
- OVER THE END→TURNING POINT（終了）
- KISS3（終了）
- 奥井雅美 O-Live（2004年10月 - 2006年9月終了）
- アニサマSTATION（2006年4月8日 - 2006年9月30日、A&G 超RADIO SHOW〜アニスパ!〜内箱番組）
- 奥井雅美 M-Style☆（2018年4月 - 2019年3月、ラジオ関西）[33]

### テレビ
- @Tunes.（2006年10月6日 - 2009年9月27日終了）
- M－VOICE（テレビ大阪：アシスタント）
- アニメTV（スタジオゲスト）
- アニソ〜ンぷらす（テレビ東京、2010年9月21日）出演
- 牙狼〈GARO〉-GOLDSTORM- 翔 第12話（テレビ東京、2015年7月3日、魔戒法師ヒカゲ 役）
- アニソンCLUB! BSide[注釈 7]（BSフジ、2015年7月6日 - ）
- MJ presents 祝!15周年 水樹奈々77分生放送スペシャル!（BSプレミアム：2015年12月6日）
- 牙狼-GARO- -魔戒烈伝- 第2話（ヒカゲ 役、2016年）

### Web
- おくたま！ (ニコニコ生放送、2009年11月13日 -2010年4月23日 )
- アニサマ Girls Night アワー 姫トーーク！ (2010年7月22日より Girls Night に番組タイトル変更) (ニコニコ生放送、2010年5月13日 - )

### ライブ
- Masami Okui Gyuu Debut Concert '95 
  - 1995年4月25日 / 新宿シアターサンモール (ゲスト:林原めぐみ)
- Masami Okui V-SIT '96 Concert
  - 1996年9月21日・22日 / 東京 ヤクルトホール
  - 1996年9月26日 / 大阪 コークステップホール
- 大阪工業大学 淀祭ライブ
  - 1996年11月2日 / 大阪工業大学
- Masami Okui Ma-KING Concert '97
  - 1997年9月27日・28日 / 大阪 IMPホール
  - 1997年10月9日・10日 / 東京 日本青年館
  - 1997年10月26日 / 鈴鹿工業高等専門学校コンサート
  - 1997年11月3日 / 東京電機大学 錦祭コンサート
- Masami Okui Do-can Concert '98
  - 1998年9月24日 / 渋谷 ON AIR WEST
  - 1998年9月27日 / 名古屋 CLUB DIAMOND HALL
  - 1998年10月3日 / 大阪厚生年金会館 中ホール
  - 1998年10月4日 / 東京厚生年金会館
- 東京電機大学 錦祭コンサート Live in TDU
  - 1998年11月1日 / 東京電機大学
- 千葉農業大学 大学祭ライブ
  - 1998年11月15日 / 千葉農業大学
- Masami Okui Birth-Live '99
  - 1999年3月14日 / 赤坂BLITZ
- Masami Okui Concert '99 Her-Day
  - 1999年9月5日 / 大阪城野外音楽堂
  - 1999年9月12日 / 日比谷野外音楽堂
  - 1999年9月15日 / 名古屋クラブダイアモンドホール
  - 1999年10月30日 / 群馬 玉村町文化センター
- 千葉工業大学大学祭ライブ
  - 1999年11月21日 / 津田沼キャンパス野外特設ステージ
- Masami Okui Birth-Live '00
  - 2000年3月13日 / 赤坂BLITZ
- Masami Okui NEEI TOUR 2000
  - 2000年8月27日 / 福岡ドラムロゴス
  - 2000年8月31日 / 渋谷公会堂
  - 2000年9月3日 / 名古屋ダイアモンドホール
  - 2000年9月10日 / なんばマザーホール
  - 2000年9月23日 / アミュー立川
- 奥井雅美 探検、発見、錦祭ライブ Nishiki is only one. No.1
  - 2000年11月3日 / 東京電機大学短期大学 5号館7階体育館
- Masami Okui Birth-Live '01 -anison festival-
  - 2001年3月13日 / 赤坂BLITZ (ゲスト:林原めぐみ)
- Masami Okui concert tour 2001 DEVOTION
  - 2001年9月9日 / 横浜 関内ホール
  - 2001年9月15日 / 名古屋市青少年文化センター・アートピア・ホール
  - 2001年9月23日 / 仙台 ビーブベースメントシアター
  - 2001年9月30日 / 大阪厚生年金会館芸術ホール
  - 2001年10月7日 / 福岡ドラムロゴス
  - 2001年10月14日 / 中野サンプラザ
  - 2001年10月21日 / 札幌ペニーレーン24
- 奥井雅美学園祭ライブ in 日本大学法学部法桜祭
  - 2001年11月4日 / 日本大学法学部学内大講堂
- Masami Okui Birth Live '02 The Livehouse Tour
  - 2002年3月4日 / CLUB GIO Ichikawa
  - 2002年3月7日 / 名古屋 ボトムライン
  - 2002年3月9日 / 神戸チキンジョージ
  - 2002年3月10日 / 大阪バナナホール
  - 2002年3月13日 / SHIBUYA-AX
- okui,masami concert tour 2002 crossroad
  - 2002年10月12日 / 大阪厚生年金会館芸術ホール
  - 2002年10月14日 / 名古屋アートピアホール
  - 2002年10月26日 / 中野サンプラザ
- okui,masami Birth Live & more...'03
  - 2003年03月09日 / 新宿 LIQUIDROOM
- okui,masami 武蔵工業大学 MI-TECH祭'03
  - 2003年11月23日 / 武蔵工業大学学内体育館
- 奥井雅美 プレミアムライブ
  - 2003年12月21日 / 原宿クエストホール
- 奥井雅美〜okui,masami〜spring tour 2004 ReBirth
  - 2004年2月21日 / 大阪 BIG CAT
  - 2004年2月22日 / 名古屋 CLUB QUATTRO
  - 2004年2月28日 / 福岡 イムズホール
  - 2004年3月7日 / 札幌 ペニーレーン24
  - 2004年3月13日 / 東京 Shibuya O-EAST
- 奥井雅美 Spring tour 2005 Dragonfly
  - 2005年2月18日 / 大阪 BIG CAT
  - 2005年2月27日 / 名古屋 CLUB QUATTRO
  - 2005年3月13日 / 東京 SHIBUYA O-EAST
- 奥井雅美 Spring tour 2006 God Speed
  - 2006年3月4日 / 大阪BIG CAT
  - 2006年3月5日 / 名古屋CLUB QUATTRO
  - 2006年3月12日・13日 / 東京 Shibuya O-EAST (ゲスト:栗林みな実)
  - 2006年6月4日 / 札幌 ペニーレーン24
- 奥井雅美 World tour 2006 evolution
  - 2006年10月7日 / 名古屋 ボトムライン
  - 2006年10月9日 / 大阪 BIG CAT
  - 2006年10月22日 / 東京 Shibuya O-EAST
  - 2006年11月4日 / 上海 新天地ARK
- 奥井雅美 COUNT DOWN LIVE 2006-2007 猪突猛進 "ウリ坊、ぱねぇ〜"
  - 2006年12月31日 / Shibuya O-EAST
- 奥井雅美 BIRTH LIVE '007 "GOLD SINGER" 091 as Agent
  - 2007年3月10日 / 新宿MARZ
- 奥井雅美 Live tour 2007 Masami Life
  - 2007年10月13日 / 大阪 BIG CAT
  - 2007年10月14日 / 名古屋 E.L.L
  - 2007年10月20日 / 東京 Shibuya O-EAST
- 奥井雅美 15th Anniversary & Birth Live '08 "15の夜"
  - 2008年03月13日 / 恵比寿 LIQUID ROOM
- 奥井雅美 Live Tour 2008 Akasha
  - 2008年11月22日 / 大阪 BIG CAT
  - 2008年11月24日 / 名古屋 ボトムライン
  - 2008年12月7日 / 東京 Shibuya O-EAST
- 奥井雅美 Birth Live '09 Akasha 〜 赤い水晶の月
  - 2009年3月13日 / 恵比寿 LIQUID ROOM
- PennyLane24 20thAnniversary 奥井雅美 LimitedLive 〜Self Satisfaction〜
  - 2009年9月6日 / 札幌 ペニーレーン24
- 奥井雅美 Live Tour 2010 〜i-magination〜
  - 2010年2月27日 / 大阪 umeda AKASO
  - 2010年2月28日 / 名古屋 ell.FITS ALL
  - 2010年3月7日 / 東京 Shibuya O-EAST
- 奥井雅美 Birth live '10　Magical Night〜白い宇宙の魔法使い〜
  - 2010年3月13日 / 恵比寿 LIQUID ROOM (ゲスト:May'n,飛蘭,下田麻美)
- 奥井雅美アジアツアー2010 〜Troubadour〜 vol.1
  - 2010年5月8日 / 台北 Y17台北市青少年育樂中心
  - 2010年5月15日 / ソウル SOUNDHOLIC
  - 2010年5月28日 / 香港 九龍湾国際展貿中心3階演講廳
- 奥井雅美Live tour 2011〜Self Satisfaction II〜
  - 2011年2月11日 / 神戸 KOBE VARIT. Tour the eve 〜Aco Night〜
  - 2011年2月12日 / 大阪 OSAKA MUSE
  - 2011年3月5日 / 名古屋 ell.FITS ALL
  - 2011年3月13日 / 東京 Shibuya O-EAST Birthday Special 〜青い磁気の嵐〜

東京公演は震災の影響で、2011年5月19日 / 東京 Shibuya O-EAST 過ぎ去りしBirthday Special 〜White Electric World-Bridger〜に振替
- 奥井雅美アジアツアー2011 〜Troubadour〜 vol.2
  - 2011年9月10日 / 上海 MAO Live House (ゲスト:美郷あき)
  - 2011年9月11日 / 北京 THE ONE CLUB (ゲスト:美郷あき)
  - 2011年9月25日 / 台北 (ゲスト:栗林みな実)
- 奥井雅美 Birth Live 2012〜LIFE〜「白い宇宙の風」
  - 2012年3月11日 / 東京 Shibuya O-EAST　(ゲスト：福山芳樹)
- Masami Okui Live Tour 2012 Love Axel 〜20th Anniversary〜
  - 2012年9月28日 / 福岡 DRUM SON
  - 2012年10月5日 / 広島 ナミキジャンクション
  - 2012年10月6日 / 大阪 OSASA MUSE
  - 2012年10月12日 / 札幌 PENNY LANE 24
  - 2012年10月14日 / 名古屋 E.L.L.
  - 2012年10月20日 / 東京 日本青年館
- Birth live'13 奥井雅美 20th Anniversary LIVE〜まだまだやるぜ!めざせ80才〜
  - 2013年3月10日 / 東京 Shibuya O-EAST
- Masami Okui Birth Live 2015 -NEO-
  - 2015年3月13日 / 東京 Shibuya O-EAST
- Masami Okui Birth Live 2016〜TURNING POINT〜
  - 2016年3月13日 / 東京 TSUTAYA O-EAST
- 奥井雅美 25th ANNIVERSARY & NEW ALBUM「HAPPY END」発売記念ライブ〜celebration〜
  - 2018年10月21日 / 東京 渋谷duo MUSIC EXCHANGE